# Wróblewo (Szamotuły)
Pour les articles homonymes, voir Wróblewo.
Wróblewo (prononciation : [vruˈblɛvɔ]) est un village polonais de la gmina de Wronki dans le powiat de Szamotuły de la voïvodie de Grande-Pologne dans le centre-ouest de la Pologne.
Il se situe à environ 7 kilomètres au sud-ouest de Wronki (siège de la gmina), 21 kilomètres à l'ouest de Szamotuły (siège du powiat), et à 51 kilomètres au nord-ouest de Poznań (capitale de la Grande-Pologne).

## Histoire
De 1975 à 1998, le village faisait partie du territoire de la voïvodie de Piła.

Depuis 1999, Wróblewo est situé dans la voïvodie de Grande-Pologne.
Le village possède une population de 395 habitants en 2007.